# Pavillon des Orchidées
Le pavillon des Orchidées (chinois traditionnel 蘭亭, chinois simplifié 兰亭, Lanting) est un lieu situé à environ onze km au sud-ouest de Shaoxing (anciennement Guiji) dans le Zhejiang (Chine). En 353, le calligraphe Wang Xizhi y a réuni quarante et un amis et connaissances à l'occasion de la cérémonie de purification du troisième jour du troisième mois. Vingt-six d'entre eux ont écrit à cette occasion trente-sept poèmes. À la fin de la journée, Wang Xizhi a lui-même écrit une Préface au recueil du pavillon des Orchidées (Lanting ji xu) restée fameuse.

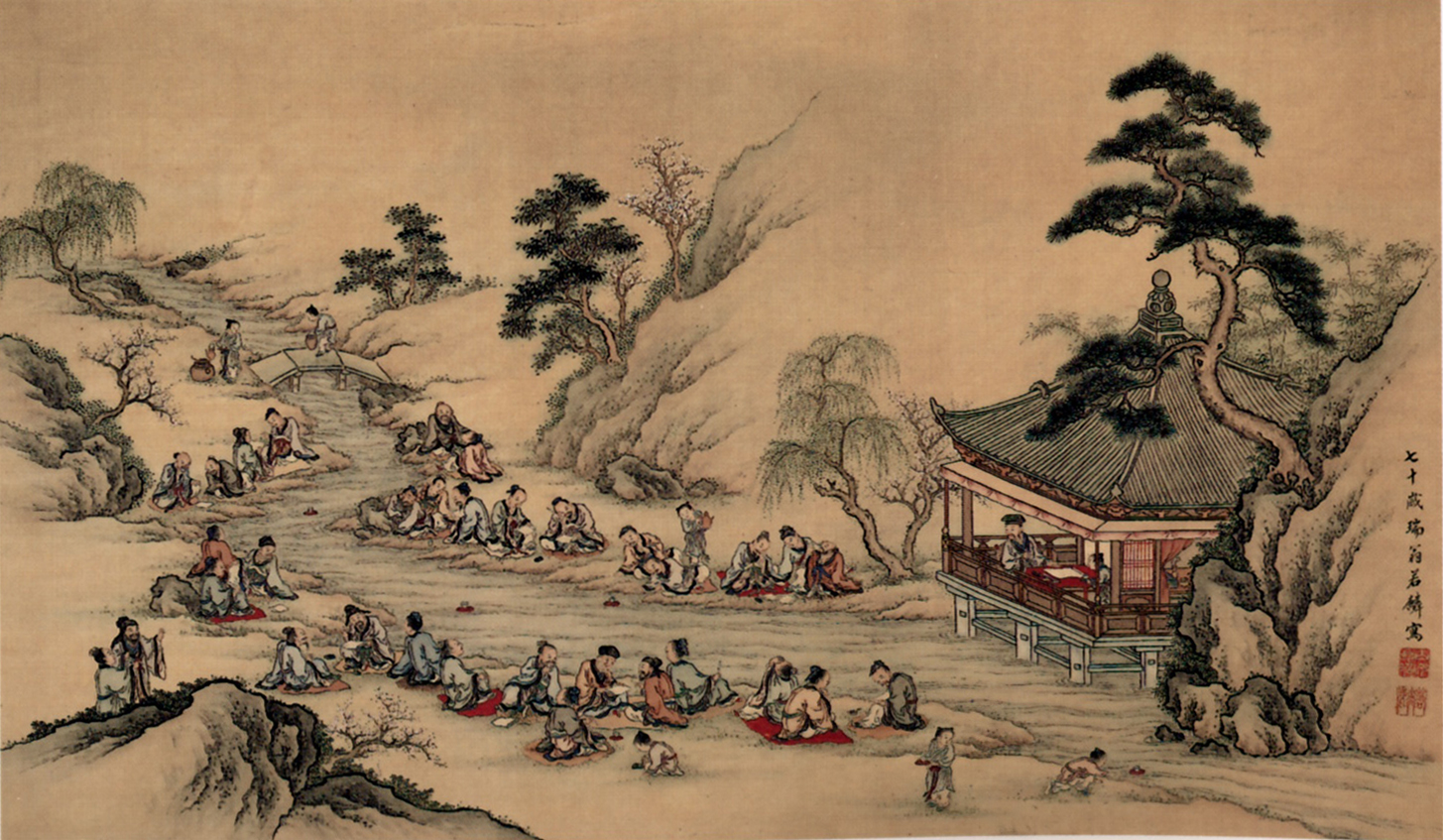
La Réunion du pavillon des Orchidées, peinture sur soie japonaise de 1790.

La réunion du pavillon des Orchidées (en) (lantinghui) a par la suite servi de thèmes à de nombreux peintres chinois et japonais.